# Josef Katolický
Josef Katolický (16. března 1920 – ???) byl český a československý politik Komunistické strany Československa a poúnorový poslanec Národního shromáždění ČSSR a Sněmovny lidu Federálního shromáždění.

## Biografie
Ve volbách roku 1960 byl zvolen za KSČ do Národního shromáždění ČSSR za Jihomoravský kraj. Mandát obhájil ve volbách v roce 1964. V Národním shromáždění zasedal až do konce jeho funkčního období v roce 1968. V roce 1964 se uvádí jako major Pohraniční stráže. K roku 1968 jako důstojník z obvodu Znojmo. Měl hodnost podplukovníka.
Po federalizaci Československa usedl roku 1969 do Sněmovny lidu Federálního shromáždění (volební obvod Znojmo), kde setrval do konce volebního období, tedy do voleb roku 1971.